# Post rem
Post rem (Nederlands: na de zaak) is een Latijnse term, gebruikt in de narratologie.
Post rem houdt in dat de vertelling begint bij het einde van het verhaal en dus niet ab ovo (aan het begin) of in medias res (in het midden van de actie). Bij een verhaal dat post rem begint, worden met flashbacks de eerdere gebeurtenissen weergegeven.
De meest extreme vorm van post rem is in ultimas res (op het einde van de zaak). Bij een post rem-begin begint het boek dus bijna met het eind. Wat er daarvoor is gebeurd, wordt in de rest van het boek verteld. Een voorbeeld hiervan is de roman Een nagelaten bekentenis.